# LG série G

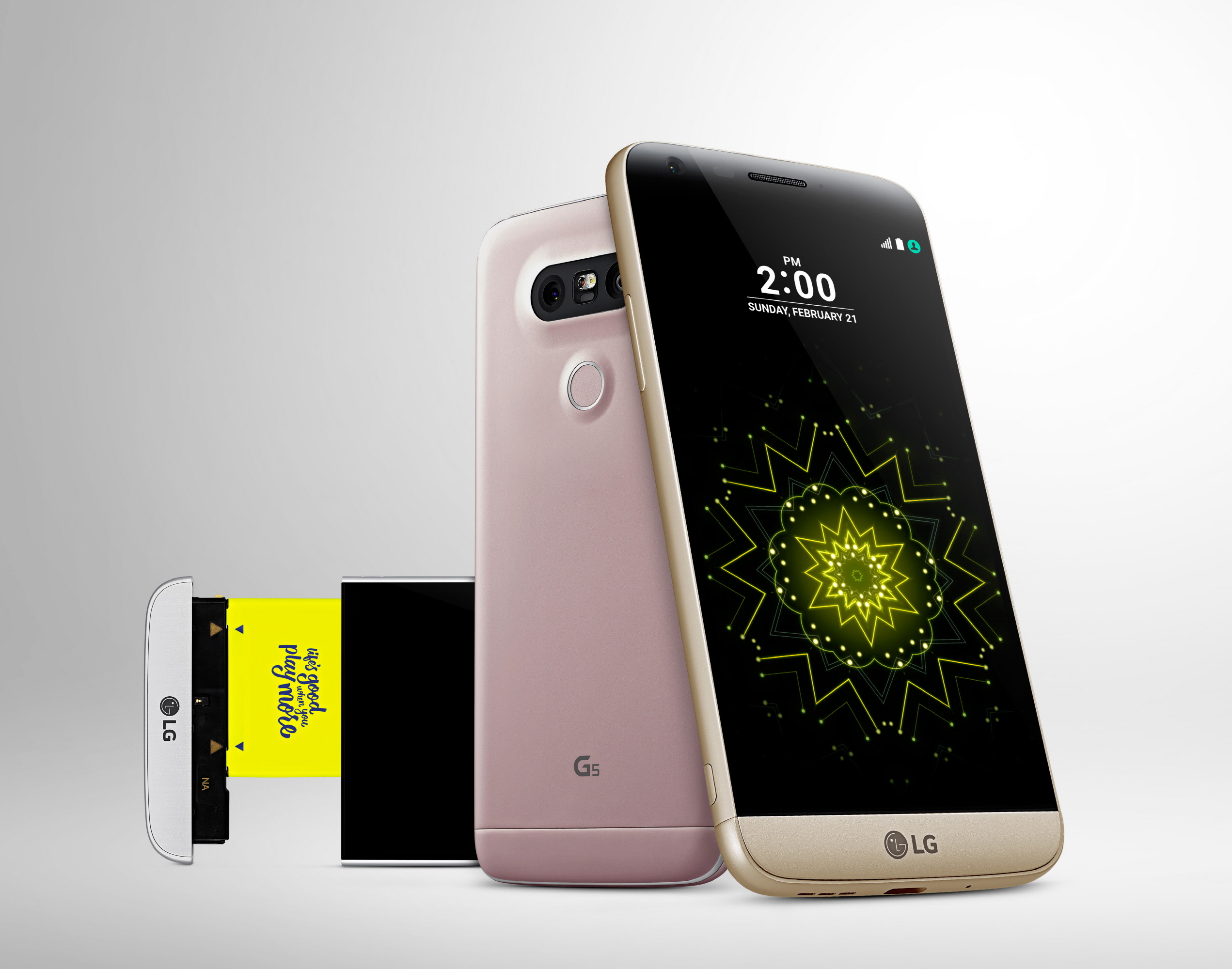
LG G5

La série G du fabricant LG est une gamme d'appareils électroniques, en particulier de smartphones. Les premiers produits de la série G ont été commercialisées en 2012 (LG Optimus series (en)).

## Produits sortis

### Smartphones
Les smartphones LG de la série G sont le haut de gamme de la marque LG. Ils sont en concurrence avec les Samsung Galaxy.
- 2012 : LG Optimus G (en)
- 2013 : LG G2
- 2014 : LG G3
- 2015 : LG G4
- 2016 : LG G5
- 2017 : LG G6
- 2018 : LG G7 ThinQ
- 2019 : LG G8 ThinQ

### Tablettes
En concurrence avec Samsung Galaxy Tab.
- 2014 : LG G Pad 7.0 (en)
- 2014 : LG G Pad 8.0 (en)
- 2013 : LG G Pad 8.3 (en)
- 2014 : LG G Pad 10.1 (en)

### Montres connectées
- 2014 : LG G Watch (en)
- 2015 : LG G Watch R (en)